# Manuel Bompard
Manuel Bompard   (Firminy, 30 de març de 1986) és un polític francès que d'ençà de les eleccions legislatives franceses de 2022 representa la quarta circumscripció del departament de les Boques del Roine a l'Assemblea Nacional. Membre de La França Insubmisa, anteriorment va ser diputat al Parlament Europeu del 2019 al 2022.

## Trajectòria
Manuel Bompard es va graduar a l'École nationale supérieure d'informatique et de mathématiques appliquées de Grenoble, i es va doctorar en matemàtiques l'any 2011 amb una tesi sobre matemàtiques aplicades a l'aeronàutica per la Universitat de Niça Sophia Antipolis. Després va treballar en una empresa emergent especialitzada en aprenentatge automàtic a Ramonville e Sent Anhan.
Es va unir al Partit d'Esquerra en la seva creació l'any 2009 i va esdevenir-ne secretari nacional el 2010. El 2012 va formar part de l'equip de campanya de Jean-Luc Mélenchon per a les eleccions presidencials franceses. El juliol del 2018 va deixar la direcció del Partit d'Esquerra per dedicar-se a la tasca de portaveu de La França Insubmisa (LFI). Durant les eleccions al Parlament Europeu de 2019 va ocupar el segon lloc de la llista de l'LFI, darrere de Manon Aubry.
Per a les eleccions legislatives franceses de 2022, va ser el candidat de la Nova Unió Popular Ecològica i Social a la quarta circumscripció electoral de Bouches-du-Rhône en substitució de Jean-Luc Mélenchon. Més endavant, va ser candidat a la reelecció a les eleccions legislatives de 2024 després d'haver participat amb Olivier Faure, Marine Tondelier i Fabien Roussel en la creació de la coalició electoral Nou Front Popular. Va representar aquest Nou Front Popular abans de la primera volta durant el primer dels debats televisius en hora de màxima audiència, enfrontant-se a Jordan Bardella i Gabriel Attal a TF1 el 25 de juny.